# Голяма чумна епидемия в Лондон
Голямата лондонска чумна епидемия (1665 – 1666) е чумна пандемия, появила се в Англия, в резултат от която са починали около 100 000 души или около 20% от населението на Лондон.
Причина за избухването на пандемията е бубонна чума, чийто инфекциозен патогенен причинител на болестта е бактерия (на латински: Yersinia pestis), която се разпространява от бълхи. Епидемията от 1665 – 1666 г. е в значително по-малък мащаб в сравнение с по-ранната пандемия „Черната смърт“ (най-смъртоносната епидемия в Европа, върлувала между 1347 и 1353 г.). Въпреки това, след избухването на бубонната чума, тя е запомнена в историята като „Голямата чума“, защото тя е най-опустошителната епидемия в Англия в последно време.
До голяма степен, причина за постепенното отшумяване на епидемията е избухналия междувременно голям пожар в Лондон.